# 安·帕克·鮑爾斯
安·帕克·鮑爾斯女爵士 DCVO CBE（1918年7月14日—1987年1月22日）是一名英國貴族及女童軍領袖，本姓德·特拉福德。她是英國王后卡蜜拉前夫安德魯·帕克·鮑爾斯的母親。

## 生平
安出生於倫敦，她是第四代男爵漢弗萊·特拉福德和切爾西子爵之女辛西婭·希爾達·伊芙琳·卡多根的長女。
德·特拉福德男爵家族可追溯至諾曼征服英格蘭之前的一個莊園領主家族。他們在英格蘭宗教改革後選擇不遵奉國教（即仍信奉羅馬天主教），其後於十九世紀中期恢復世襲頭銜。安也一樣是一名羅馬天主教徒。

## 榮譽
安曾擔任英聯邦女童軍協會（Commonwealth Girl Guides Association）的總監。為了嘉勉她對女童軍及英聯邦的其他貢獻，她在1972年新年授勳獲授予大英帝國司令勳章，並於五年後的1977年新年授勳再度被授予皇家維多利亞爵級騎士勳章。

## 婚姻與子嗣
1939年2月14日，安與第一代男爵亨利·鮑爾斯的外孫德里克·亨利·帕克·鮑爾斯結婚。二人婚後育有三子一女：
- 安德魯·帕克·鮑爾斯准校（1939年12月27日—）
- 西蒙·漢弗萊·帕克·鮑爾斯（1941年11月6日—）
- 瑪麗·安·帕克·鮑爾斯（1945年6月9日—）
- 理查德·尤斯塔斯·帕克·鮑爾斯（1947年11月7日—2010年）

她的長子安德魯是英國王后卡蜜拉的第一任丈夫，二人在2010年離婚。